# Artemisia indica
Artemisia indica Willd. – gatunek rośliny z rodziny astrowatych (Compositae Gis.). Występuje naturalnie w Azji Południowej i Południowo-Wschodniej oraz w Chinach i Japonii. 

## Rozmieszczenie geograficzne
Rośnie naturalnie w Azji Południowej (Indie, Bhutan) i Południowo-Wschodniej (Mjanma, Tajlandia) oraz w Chinach i Japonii. W Chinach został odnotowany w prowincjach Anhui, Zhejiang, Fujian, Henan, Hebei, Hunan, Hubei, Gansu, Jiangxi, Jiangsu, Guangdong, Kuejczou, Liaoning, Shanxi, Szantung, Shaanxi, Syczuan, Junnan oraz w regionach autonomicznych Mongolia Wewnętrzna, Kuangsi i Tybet. Występuje także na Tajwanie. W Japonii spotykany jest na wyspach Honsiu, Sikoku i Kiusiu oraz na archipelagu Riukiu. Niektóre źródła podają jego występowanie także w Nepalu, Wietnamie, Indonezji, Malezji, na Półwyspie Koreańskim czy Filipinach.

## Morfologia
PokrójRoślina jednoroczna, bylina lub półkrzew. Dorastające do 80–150 cm wysokości. Łodyga jest bardzo rozgałęziona. Pędy są nagie lub słabo owłosione.
LiścieSiedzące lub osadzone na krótkich ogonkach liściowych. Powierzchnia górna jest naga albo szaro lub żółtawo omszona, natomiast od spodu są gęsto pokryte szarymi włoskami. Najniżej położone liście w zarysie mają kształt od jajowatego do podłużnego, mierzą 6–12 cm długości oraz 3–8 cm szerokości, są 1- lub 2-pierzasto-dzielne, blaszka liściowa jest złożona z 3 lub 4 par segmentów, płaty przy wierzchołku są większe. Liście usytuowane na średniej wysokości w zarysie mają jajowaty, podłużnie jajowaty lub eliptyczny kształt, osiągają 5–8 cm długości oraz 3–5 cm szerokości, są 1- lub 2-pierzasto-dzielne, blaszka liściowa jest złożona z 3 lub 4 par segmentów, płaty przy wierzchołku są większe, mają eliptycznie lancetowaty, równowąsko-lancetowaty lub równowąski kształt, pojedyncze płaty dorastają do 10–20 mm długości i 3–5 mm szerokości. Najwyżej położone liście są pierzasto-dzielne. Przylistki są całobrzegie lub potrójnie klapowane.
KwiatyPseudancja są siedzące lub osadzone na krótkich szypułkach, są mniej lub bardziej wyprostowane, zebrane w odosobnione szeroko stożkowate, niemal bezlistne wiechy. Osie kwiatostanów mierzą do 18 cm długości. Okrywy mają jajowaty, podłużnie jajowaty lub szeroko jajowaty kształt, osiągają około 3–4 mm długości i 2 mm szerokości. Wewnętrzne listki okrywy (ang. phyllaries) są owłosione lub nagie. Kwiatów w pseudancjum jest od 15 do 20, mają żółtawą barwę, wszystkie są płodne. Mają 4–10 kwiatów żeńskich, ich płatki mają rurkowaty kształt, są mniej lub bardziej gruczołowate, z dwoma zębami. Kwiatów języczkowych jest od 8 do 12, są obupłciowe, gruczołowate u nasady.
OwoceNiełupki o podłużnym lub odwrotnie jajowatym kształcie, mierzą około 1,25 mm długości, mają brązową barwę.

## Biologia i ekologia
W Nepalu rośnie przy ścieżkach i trasach oraz na skrajach lasów, natomiast w środkowej i południowej Japonii został zaobserwowany na wysypiskach. W Nepalu występuje na wysokości od 300 do 2500 m n.p.m. Najlepiej rośnie na dobrze przepuszczalnym lub lekko zasadowym gliniastym podłożu. Preferuje stanowiska w pełnym nasłonecznieniu. Rośliny są bardziej trwałe i aromatyczne, gdy rosną w glebie ubogiej i suchej. Jest to roślina owadopylna. Kwitnie i owocuje od sierpnia do października.

## Zmienność
W obrębie tego gatunku wyróżniono cztery odmiany:
- Artemisia indica var. elegantissima (Pamp.) Y.R.Ling & Humphries
- Artemisia indica var. maximowiczii (Nakai) H.Hara
- Artemisia indica var. momiyamae (Kitam.) H.Hara
- Artemisia indica var. orientalis (Pamp.) H.Hara

## Zastosowanie
MedycynaDziko rosnące rośliny bywają zbierane lokalnie głównie do użytku leczniczego. Liście i kwitnące łodygi stosowane są w leczeniu przeciw robakom, a także mają działanie antyseptyczne, przeciwskurczowe, wykrztuśne i żołądkowe. Napar jest wykorzystywany do leczenia schorzeń układu nerwowego i schorzeń skurczowych w astmie i chorobach mózgu. Napar jest również uważany za poprawiający apetyt. Sok z rośliny stosuje się w Nepalu w leczeniu biegunki oraz bólów brzucha. Używa się go także do przemywania oczu, aby złagodzić uczucie pieczenia spojówek. Pastę z rośliny stosuje się zewnętrznie do leczenia ran. Korzenie mają działanie antyseptyczne, także jako tonik są stosowanie w leczeniu nerek.
Sztuka kulinarnaMłode liście bywają gotowane i spożywane z jęczmieniem. Ponadto liście gotowane na parze są dodawane do ryżu w celu poprawienia smaku i koloru.
PestycydyZ rośliny otrzymuje się olejek eteryczny w ilości około 0,2%, który służy jako środek owadobójczy. Jest szczególnie skuteczny przeciwko owadom w larwalnym stadium rozwoju. Najczęściej stosuje się go przeciw komarom.
Substancje zapachoweWysuszone liście i kwiaty są używane jako kadzidło.